# MFSD2
Protein 2 có chứa miền thuộc siêu họ điều hành chính (Major facilitator superfamily domain-containing protein 2) (viết tắt là MFSD2 hoặc MFSD2A) - còn được gọi là đồng vận chuyển lysophosphatidylcholine phụ thuộc vào natri 1 - là một protein mà ở người thì được mã hóa bởi gen MFSD2A. MFSD2A là một protein vận chuyển màng được biểu
hiện trong nội mô của hàng rào máu-não (BBB) và có vai trò thiết yếu trong sự hình thành và chức năng BBB. Khiếm khuyết di truyền của MFSD2A dẫn đến hàng rào máu-não bị rò rỉ và làm tăng sự vận chuyển đại phân tử (transcytosis) trong các tế bào nội mô hệ thần kinh trung ương mà không ảnh hưởng đến các mối nối kín giữa các tế bào. MFSD2A là một protein mang chất tan (Solute carrier family hay SLC) không điển hình, nên được dự đoán là một kênh vận chuyển SLC. Nó theo chủng loại thì sẽ thuộc nhóm AMTF8.
Ngoài việc vận chuyển các lysophosphatidylcholine khác qua hàng rào máu-não, MSFD2A còn là cơ chế chính để hấp thụ và vận chuyển axit docosahexaenoic (DHA, một acid béo omega-3) và vận chuyển vào não. Nó cũng có thể chịu trách nhiệm cho sự hấp thu và vận chuyển của tunicamycin.
Mất hoàn toàn MFSD2A trong cơ thể con người dẫn tới hội chứng đầu nhỏ gây tử vong, bao gồm các chứng như lỗ trong não thất bị mở rộng, tiểu não và cuống não kém phát triển. Điều này có lẽ là do thiếu các axit béo không no nhiều nối đôi của các tế bào nội mô não, do phải sử dụng MFSD2A làm kênh vận chuyển cho các chất béo này. Huyết thanh từ bệnh nhân cho thấy mức độ cao của các axit béo không no nhiều nối đôi, có lẽ là tế bào không có khả năng hấp thụ chất béo này do vắng mặt của protein này. Nếu không có khả năng hấp thu các chất béo này vào các tế bào nội mô, hàng rào máu não sẽ sụp đổ và giảm khối lượng não. Điều này đã được mô tả trong một thí nghiệm: tiêm vào trong tim cá ngựa vằn bằng một loại thuốc nhuộm, thuốc nhuộm đã được tìm thấy tràn ra ngoài mạch tại nhu mô não sau khi khử hoạt tính một trong các gen bản sao của MSFD2A là mfsd2aa.